# Markiziwka
Markiziwka (ukr. Маркізівка) – wieś na Ukrainie, w obwodzie czerkaskim, w rejonie złotonoskim, w hromadzie Nowa Dmytriwka. W 2001 liczyła 176 mieszkańców, spośród których 171 wskazało jako ojczysty język ukraiński, 3 rosyjski, a 2 mołdawski.